# Parafia św. Paschalisa w Raciborzu
Parafia św. Paschalisa – rzymskokatolicka parafia znajdująca się w Raciborzu, w dzielnicy Płonia. Parafia należy do diecezji opolskiej i dekanatu Racibórz.

## Historia
Parafię ustanowił wrocławski kardynał A. Bertram 1 stycznia 1932 r. jako wyodrębnioną z parafii św. Jana Chrzciciela.
Do 1920 r. obecny kościół był restauracją i przylegającą do niej salą taneczną, następnie został zakupiony i w 1931 r. powiększony oraz zaadaptowany na cele sakralne.
Ulice na obszarze parafii: Adamczyka, Jana Badury, Brzeska, Bydgoska, Chudoby, Ciemięgi, Cieszyńska, Czogały, Drzewieckiego, Fabryczna, Gnieźnieńska, Graniczna, Kanałowa, Lasoty, Leśna, Łużycka, Markowicka, Mieszka I Raciborskiego, Mikołowska, Emilii Plater, Piaskowa, Poprzeczna, Poznańska, Księcia Przemysława, Leszka Raciborskiego, Rybnicka, Smołki, Srebrna, Sudecka, Szkolna, Śliska, Tarnowska, Tomali, Zaciszna, Zielona, Złota.

## Proboszczowie
- o. Serafin Warke
- o. Paschalis Pawełczuk OFM,
- o. Reinhold Gawlina OFM,
- o. Oswald Otrzonsek OFM,
- o. Cherubin Albrecht OFM,
- o. Józef Bertold Altaner OFM,
- o. Czesław Krawczyk OFM,
- o. Tomasz Józef Glombik OFM,
- o. Ireneusz Bednarek OFM,
- o. Justyn Krystian Przybyła OFM,
- o. Adrian Manderla OFM,
- o. Zenon Kijaczko OFM
- o. Lucjan Franek  OFM
- o. Barnaba Daniel Lewkowicz OFM
- o. Ignacy Szczytowski OFM
- o. Cherubin Żyłka OFM